# Boz Scaggs
William Royce "Boz" Scaggs, född 8 juni 1944 i Canton, Ohio, är en amerikansk sångare, låtskrivare och gitarrist.

## Karriär
Scaggs började spela musik med Steve Miller i tonåren och blev 1967 medlem i Steve Miller Band. Han medverkade på gruppens två första album och deras uppträdande på Monterey Pop Festival. Scaggs hade redan 1965 försökt sig på en solokarriär med albumet Boz som spelades in i Sverige och enbart släpptes i Europa. 1968 slutade han i Steve Miller Band för att fortsätta med solokarriären, och 1969 släpptes hans officiella solodebut på Atlantic Records. Några av hans singlar nådde låg placering på Billboard Hot 100, och inte förrän 1976 slog han igenom stort med låten "Lowdown". Låten fanns med på albumet Silk Degrees som blev hans bäst säljande skiva. På albumet ingick även singelhitarna "What Can I Say" och "Lido Shuffle". 1980 fick han åter en hit med "Look What You've Done To Me". Sedan dröjde det fram till 1988 innan han släppte ny musik igen på albumet Other Roads. Under 1990-talet och 2000-talet lanserade han ett flertal nya album.

## Diskografi

### Solo
Studioalbum
- 1965 – Boz (inspelat i Sverige, utgivet i Europa av Polydor International)
- 1969 – Boz Scaggs
- 1971 – Moments
- 1971 – Boz Scaggs & Band
- 1972 – My Time
- 1974 – Slow Dancer
- 1976 – Silk Degrees (US #2)
- 1977 – Down Two Then Left
- 1980 – Middle Man (US #8)
- 1988 – Other Roads
- 1994 – Some Change
- 1996 – Fade into Light (utgivet i Japan 1996 och i USA 2005)
- 1997 – Come On Home
- 2001 – Dig
- 2002 – Sail on White Moon
- 2003 – But Beautiful
- 2008 – Speak Low
- 2013 – Memphis
- 2015 – A Fool to Care
- 2018 – Out of the Blues

Livealbum
- 2004 – Greatest Hits Live

Singlar (urval)
- 1976 – "Lowdown" (US #3), Columbia
- 1977 – "Lido Shuffle" (US #11), Columbia
- 1980 – "Breakdown Dead Ahead" (US #15), Columbia
- 1980 – "Look What You've Done to Me" (US #14), Columbia
- 1980 – "Miss Sun" (US #14), Columbia

Samlingsalbum
- 1980 – Hits!
- 1997 – My Time: A Boz Scaggs Anthology
- 2013 – The Essential Boz Scaggs

### Med Steve Miller Band
Studioalbum
- 1968 – Children of the Future
- 1968 – Sailor